# 五日市鉄道
五日市鉄道（いつかいちてつどう）は、東京府北多摩郡立川町（現在の立川市）と西多摩郡大久野村（現在の日の出町）及び同郡五日市町（現在のあきる野市）を結ぶため建設された鉄道路線及びその運営会社である。南武鉄道（南武線）と合併した後に国有化され、現在の東日本旅客鉄道（JR東日本）五日市線となった。

## 歴史

### 前史
1889年（明治22年）甲武鉄道が立川駅-八王子駅間を開業し、1894年（明治27年）に青梅鉄道が開業すると五日市地区の人々が都心へ向かうには一つは八王子駅まで約4里を馬車や人力車でいき甲武鉄道に乗る方法ともう一つは福生駅まで約3里を徒歩や人力車で途中多摩川の渡しを渡って青梅鉄道に乗り立川駅で甲武鉄道に乗り換える方法があった。やがて五日市に鉄道を敷く計画が立案された。神王鉄道は1897年（明治30年）4月に設立され、路線は神奈川県神奈川-都筑郡川和村-南多摩郡八王子町-西多摩郡五日市町-同郡青梅町を予定していたが、1898年（明治31年）6月に申請却下されている。また地元有志による秋川流域の電気事業（のち秋川水力電気）は1903年（明治36年）に作成した仮契約書で発電所設置後5年以内に五日市町を起点とし八王子停車場に至る電気鉄道敷設工事に着手することがうたわれていたが、本体の電気事業が日露戦争による事業中断や戦後不況などで計画が大幅に遅れていたため立ち消えとなった。また1918年（大正7年）の五日市町役場会議録には八王子への鉄道敷設の請願が掲載されていた。1920年（大正9年）3月に五日市町の石川虎一郎は五日市-八王子間で乗合自動車業（五王自動車）を開始し、続いて五日市より福生、大久野、青梅までの路線を開通させ、乗合馬車や人力車を駆逐した

### 秋川水力電気と五日市鉄道

#### 鉄道敷設申請、たび重なるルート変更
地元有志による秋川流域の電気事業計画は1916年（大正5年）に秋川水力電気株式会社を設立して、12月に送電が開始された。五日市町長岸忠左衛門と増戸村の山林資産家の小机三造が会社設立の推進役となり、織物買継商で五日市銀行頭取の土屋常七の積極的な出資によるものであった。電気事業は順調で予想を上回る申し込みがあり毎年増配を続けていた。
1919年（大正8年）4月に土屋常七の娘婿であり秋川水力電気社長の紅林七五郎ほかにより軽便鉄道敷設願を提出した。発起人15人のうち10人は立川-五日市間の沿線居住者で資産家層であった。そのときのルートは中央本線立川信号所より分岐する専用鉄道（多摩川砂利木材鉄道）拝島終点埼玉街道付近を起点として北多摩郡拝島村、西多摩郡熊川村、東秋留村、西秋留村、増戸村を経て五日市町までと増戸村坂下から分岐して大久野村地内勝峰石灰山に至る路線であった。そして起点から多摩川砂利木材鉄道専用線、中央本線貨物支線を介して中央本線に乗り入れて立川駅に連絡することを希望していた。しかし鉄道院は実地調査した結果このルートに異議を唱え、青梅鉄道拝島駅に起点を変更するよう求めた。その理由として最寄り駅である拝島駅にすれば建設費が軽減できること、青梅鉄道は余力があり輸送力は問題ないことをあげた。それに対し1920年（大正9年）3月に五日市鉄道が出した起点変更願いでは起点を立川駅に変更して青梅鉄道の南方を通るルートをあげており青梅鉄道を利用しないことに固執していた。しかし結局同年8月には鉄道院の指示通り起点を拝島駅に変更し、1921年（大正10年）7月に鉄道免許状が下付された。

#### 資金難、会社存亡の危機
1922年（大正11年）5月に創立総会が開かれ五日市の名士である内山安兵衛が取締役社長に就任。岸忠左衛門、小机三造、紅林七五郎ら秋川水力電気関係者が役員となった。沿線町村長をはじめとして有力者を巻き込んだ運動により2万株の割当も応募申し込みが殺到するほどであった。しかし実際に始めてみると起業目論見では用地買収費97,400円であるのに買収総額（1922年（大正11年）11月時点）は243,000円。難工事のため予算の1/4を計上した多摩川橋梁は237,600円のところ石川島造船所で製造した橋桁代金だけで187,500円。土木費に至っては53,000円が380,000円となり当初の予算を大幅に超過した。しかも1920年の戦後恐慌により株金の徴収が滞っていた。やむなく発起人たちが未払いの株金を負担し1923年（大正12年）3月に工事に着手したものの9月に発生した関東大震災が追い打ちをかけた。小机らは土地売主に代金支払い遅延を詫びにまわり、資金調達に奔走するなどしたが、とうとう川崎銀行より融資10万円を受けるため一部の株主の反対を押し切り担保として秋川水力電気の全資産を提供することになった。

### 拝島-岩井間開業

#### 浅野セメントの経営支配
1910-1920年代は日本のセメント生産が急増していた時期であった。浅野セメント（浅野財閥）は関東地方に深川工場と1917年（大正6年）に操業開始した川崎工場を所有しており、川崎工場用の原料の石灰石は青梅鉄道沿線より調達していた。しかし石灰石採掘販売を兼業していた青梅鉄道は諸般の事情から採掘量が伸び悩んでいた。そのため浅野セメントは直営の石灰石採掘を決断し1920年（大正9年）に青梅鉄道より二俣尾の雷電山及び日向和田での採掘権を買収した。ところが主力採掘場としていた雷電山の石灰石の埋蔵量がさほどではないらしいことが判明したため、やむなく代替の採掘場をさがすこととなった。そして大久野村の勝峰山の石灰石の埋蔵量が豊富であることを突き止めた。ただ勝峰山は青梅鉄道から離れており新たに輸送手段を確保する必要があった。そこで俎上に挙げられたのが計画中の五日市鉄道であった。そもそも勝峰山までの路線を計画したのは発起人たち自らで石灰石資源開発を目論んでおり、発起人に浅野セメント関係者の名前はなかったが、1922年（大正11年）12月の第一回株主総会で浅野泰治郎が取締役に就任し泰治郎名義で1000株所有の大株主となった。
ところが資金不足で完成が危ぶまれていたにもかかわらず浅野セメントは小机らの再三の面会要請に応じなかった。それは地元が石灰採掘権を手放すことに抵抗し土地を売らず、直営を目指す浅野セメントと対立していたためであった。そうしている間に秋川水力電気全資産を担保にするまで追い詰められてから、ようやく浅野セメントは援助をすることになった。1924年（大正13年）1月に五日市鉄道と浅野セメントとの間で結ばれた契約は浅野セメントは総計3000余株を出資する。5万円を出資する。大久野駅、岩井駅から採掘場に至る引込み線の建設費用10万円を負担する。というものであったが、附帯条件として重役2名を送り込み、石灰山をふくむ大久野地区の土地買収の責任の一切を五日市鉄道が引き受けるという厳しい条件がつけられていた。こうして浅野セメントは同年5月までに発行株式2万株中約5千株を取得、6月には金子喜代太（浅野セメント取締役）と舟塚芳次郎が取締役に就任した。なおこの契約後の4月に小机が脳溢血のため死亡した。
ようやく資金の目処はつき、建設中止の危機は避けられたが、さまざまな困難が待ち受けていた。大久野村の土地買収では土地収用法の適用をうけることにしたが所有者が行政訴訟をおこしたため長い係争の末に五日市鉄道の主張は認められたが、武蔵岩井への開通は遅れることになった。また雷電山及び日向和田での採掘権を売却した青梅鉄道は浅野セメントが勝峰山の石灰石採掘にシフトされると貨物輸送が減少するばかりでなく五日市鉄道が拝島から立川に延長する（後述）と勝峰山の石灰石輸送も得られなくなる可能性がでていた。そのため青梅鉄道は勝峰山の採掘予定地に隣接した未買収用地約4町2反を買収しそれを浅野セメントに転売する見返りに採掘した石灰石の輸送を青梅鉄道経由にするよう要求した。浅野セメントは要求を飲む代わりに割引運賃を求めることにし1925年（大正14年）7月に売買契約が成立したが将来も青梅鉄道に石灰石の輸送を担わせることの言及は避けた
|               | 1922年下期 | 1923年上期 | 1925年下期 | 1927年上期 | 1929年上期 | 1933年上期 | 1937年上期 |
| ------------- | ---------- | ---------- | ---------- | ---------- | ---------- | ---------- | ---------- |
| 内山安兵衛△   | 800        | 1,000      | 1,000      | 2,000      | 1,000      | 1,000      |            |
| 小机三造△     | 800        | 1,000      |            |            |            |            |            |
| 小机武△       |            |            | 500        | 1,000      |            |            |            |
| 岸右鉅△       | 800        | 800        |            |            |            |            |            |
| 紅林七五郎△   |            | 500        |            |            |            |            |            |
| 浅野泰治郎▲   |            | 1,000      | 3,245      | 12,735     | 2,000      |            |            |
| 金子喜代太▲   |            |            | 1,000      | 2,000      | 2,000      | 2,000      |            |
| 舟塚芳次郎▲   |            |            | 1,000      | 2,000      | 1,000      |            |            |
| 浅野良三▲     |            |            |            | 1,000      | 2,000      | 2,000      |            |
| 浅野総一郎▲   |            |            |            |            | 2,000      | 2,100      |            |
| 浅野セメント▲ |            |            |            | 2,125      | 10,860     | 12,760     | 25,420     |
| 総株数        | 20,000     | 20,000     | 20,000     | 40,000     | 40,000     | 40,000     | 40,000     |
| 株主数        | 246        | 246        | 271        | 272        | 272        | 259        | 257        |

- △は西多摩郡在住▲は浅野セメント関係者
- 「五日市鉄道における大株主の変遷」『日本の地方民鉄と地域社会』115頁より西多摩郡在住者と浅野セメント関係者のみ抽出

#### 開業

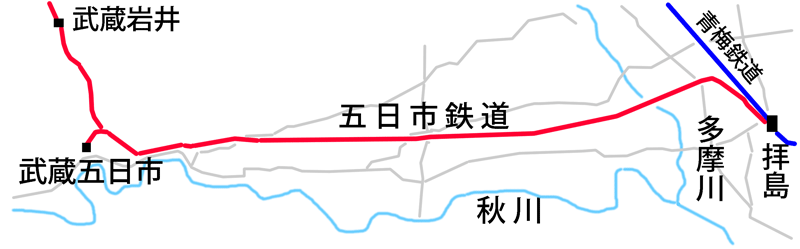
五日市鉄道（武蔵岩井-拝島間）路線図
路線は桑畑の中を一直線に敷設され、秋川沿いにある集落からは離れていた

拝島停車場への連絡工事は用地買収に手間取り工事が遅れたため熊川寄り200mの雑木林の中に仮停車場を設置し1925年（大正14年）4月に拝島仮停車場 - 五日市間で旅客運輸営業を開始した。5月になり拝島駅で青梅鉄道と接続し、9月に武蔵五日市駅 - 武蔵岩井駅間が開業した。1日6往復（7月から7往復）運転であった。路線は秋留台地上を東西一直線に敷設され、多摩川支流の秋川沿いにある集落からは遠く周囲は桑畑で囲まれていた。
鉄道開通は地元に変化をもたらした。秋川谷は林業が盛んでかつては大量の材木を秋川、多摩川を筏で下り六郷で陸揚げしていたがそれがなくなった。教育面ではそれまで金持ちの子息は東京市内や近郊に家を借りてそこから学校にかよわせ一般の人たちは高等小学校どまりだったのが鉄道開通後は府立二中（現在の東京都立立川高等学校）に通えるようになった。工事の際に多数の土器が発見されたが、その後の考古学研究につながっていった。また西秋留村牛沼の篤志家が私費で吉野桜を買い入れ東秋留から岩井の各駅に植え付け昭和20年代には盛大に咲き開いたという。もっとも普段は乗客が少なく客車定員42人をもじってしじゅう2人といわれたが、正月の拝島大師のときは参拝客を無蓋車に載せて多摩川の鉄橋を渡る時は冷たい風と溢れるような人混みの中しがみつきあったという。
勝峰山の開鉱着手は1926年（大正15年）2月からされ、浅野セメント川崎工場への石灰石輸送は1927年（昭和2年）3月より開始された。五日市鉄道→青梅鉄道→中央本線→山手線→東海道線と経由して浜川崎駅で専用線を使い工場へ運ばれた。営業成績は不況の影響により芳しくなく政府補助金を受けながら毎期赤字を計上していた。その赤字の補填は内山、小机武、池谷精一の山持ち重役らの個人補償で補われていた。また1926年（大正15年）3月に岸忠左衛門が脳溢血で倒れ辞職した。

### 立川延長と南武鉄道連絡

#### 立川延長出願
五日市鉄道は岩井-拝島間の免許状が下付された1年後の1922年（大正11年）11月に一旦は取り下げた拝島駅-立川駅間の延長敷設願いを提出した。それによると拝島駅で接続する青梅鉄道は現時点で輸送力が膨満状態であり、沿線の石灰山より採掘した石灰石、搬出した川砂利の輸送は日々増加している。五日市鉄道で輸送する勝峰山の石灰石や多摩川の砂利輸送を青梅鉄道に担わせることは不可能であり拝島駅-立川駅間に独自の路線が必要であると主張し、「当線カ立川ニ於イテ直接省線ニ連絡スルハ秋川ノ水源地方ヨリ五日市ヲ通過シテ多摩川ニ達スル沿線地方ノ人民カ非常ニ熱望シ居ルハ勿論ニシテ拝島ヨリ立川ニ至ル沿道ノ住民モ亦非常ニ渇望シ居ル所ナリ」としてそれは明治時代の青梅鉄道建設に際し「鉄道ハ煤煙ノ為メ地方産業ニ有害ナリトノ迷執ニ捕ラワレ、線路ヲバ特ニ人家稠密ノ区域ヨリ遥カ後方ヘ駆逐去リシガ、今日ニ及ンデハ停車場ヘ達スルノ道遠クシテ不便極マリナキ為メ大イニ後悔シ」として沿線住民は五日市鉄道が人家沿道を通ることを希望しているとしている。
しかし出願で述べている青梅鉄道の輸送力が問題ならば青梅鉄道の株主でもある浅野セメントが増資を負担し複線化すれば解決できる話で、そのほうが建設費も抑えられる。あえて新線を敷設するのは浅野セメントが青梅鉄道の石灰石輸送に不満を持っていたとみられる。
さらに1923年（大正12年）12月に五日市鉄道と南武鉄道は立川駅で接続連絡したい旨の許可申請書を提出している。これは浅野泰治郎が筆頭株主である南武鉄道と接続できれば勝峰山から採掘した石灰石を川崎工場まで省線を使わずに一貫輸送できるからである。1924年（大正13年）2月に五日市、南武両鉄道の鉄道免許状は同日に下付された。

#### 開業

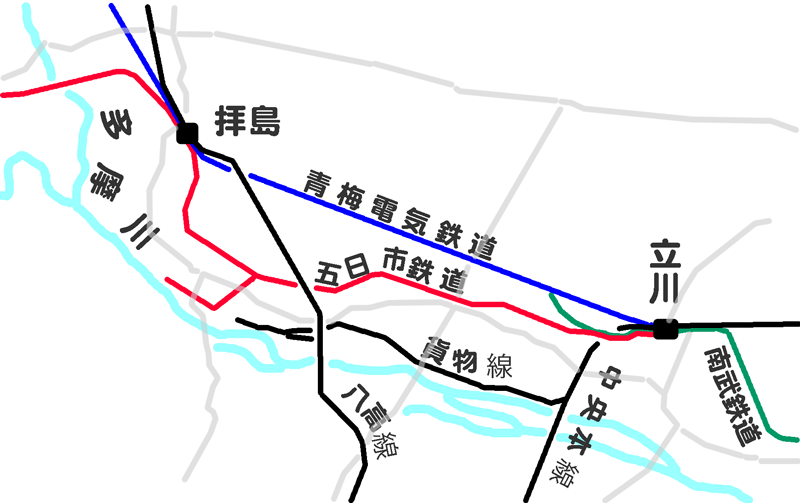
五日市鉄道（拝島-立川間）路線図、1935年
当初は拝島駅接続ではなく多摩川沿いの貨物線と接続し中央本線に乗り入れ立川駅へ行く計画であった

1929年（昭和4年）9月に工事に着手し、困難な工事もなく1930年（昭和5年）7月に拝島駅-立川駅間が開業した。この区間は各集落ごとに駅を設けており駅間距離が短かった。立川駅へは西側で中央本線を乗り越して南側にある南武鉄道線と直結する配線をとったそして同じホームの南側を南武鉄道が、北側を五日市鉄道が使用した。ガソリンカーが投入されスピードアップと増便がされた。なお開通に先立ち青梅電気、五日市両鉄道は「立川拝島間運輸協同ニ関スル協定書」を結んでいる。「客貨ノ争奪ヲ避クル為メ協定運賃ヲ実施スル」として立川駅-拝島駅間の運賃は従来どおり16銭とする。またこの区間を通過するだけの乗客の運賃収入は青梅電気側9割五日市側1割と取り決めた。開業してみると青梅電気鉄道は旅客人員3割、同運賃2割減、貨物の数量7割減であった
ところで1927年（昭和2年）より開始した石灰石の川崎工場への輸送は早くも方針の転換がされることになった。それは関東大震災後の需要増を期待していたところ復興事業が低調のうえ業者間の競争により供給過剰になりセメントの価格が下落、コスト引き下げが求められる事態が発生。最終的には勝峰山の隣に最新設備を備えた西多摩工場を建設することになった。この工場は1929年（昭和4年）5月より操業を開始し、石灰石は採掘場からインクラインとベルトコンベアで工場に運ばれるようになった。そのため五日市鉄道の主な役割は石灰石輸送から製品であるセメント輸送と原料の石炭の搬入に移行することになった。一方南武鉄道は1929年（昭和4年）12月に立川延長開業し、1930年（昭和5年）4月11日に浅野セメント川崎工場向け石灰石輸送を開始した。さらに1931年（昭和6年）11月に青梅電気鉄道西立川駅接続し石灰石輸送体制を整備したものの、川崎工場がセメント連合会で協定された操業短縮の重点対象工場となり1930年（昭和5年）11月より大幅減産したため南武鉄道は大打撃を受けることになった。

#### 砂利輸送
| 年度 | 多摩川 →武蔵多摩川 | 拝島多摩川 |
| ---- | ------------------ | ---------- |
| 1926 | 1,720              |            |
| 1927 | 4,535              |            |
| 1928 | 10,101             |            |
| 1929 | 2,530              |            |
| 1930 | 80                 |            |
| 1931 | 125                |            |
| 1932 | -                  | 14,501     |
| 1933 | 162                | 10,974     |
| 1934 | -                  | 16,156     |
| 1935 |                    | 15,283     |

東京や横浜向けの砂利の供給はほぼ関東一円の河川から採取される川砂利によったがとりわけ多摩川と相模川が群を抜いて大きかった。東京周辺では1907年（明治40年）開業した玉川電気鉄道がはじめて砂利輸送を目的にした鉄道とみられ、大正末期から昭和初期にかけて多数の砂利鉄道が開業した。多摩川の砂利採取に深くかかわっていたのが重役の紅林七五郎であった。先代の徳五郎が甲武鉄道線の多摩川橋梁付近から福島村までの砂利専用線を敷設したのが紅林家と多摩川の砂利採掘業のはじまりでこの砂利専用線は甲武鉄道が買収したのち国有化され中央線の支線となった。七五郎は東京市の砂利採掘の委託をされ、さらに1918年（大正7年）に砂利専用線を出願しているが、のちの多摩川砂利木材鉄道であった。五日市鉄道も多摩川の砂利輸送のため1926年（昭和元年）7月に多摩川東岸に多摩川駅（→武蔵多摩川駅）を、1931年（昭和6年）12月に貨物線を敷設し拝島多摩川駅を開業した。しかし不況により砂利の需要が落ち込み1930年（昭和5年）以降は関東の砂利業者は2/3に減少しており、生産量の大きかった多摩川では乱掘のため川床の低下による橋脚崩壊の恐れや用水取り入れが不可能になるなど治水上の障害がおこったため1934年（昭和9年）に機械掘り禁止、1936年（昭和11年）新規採掘船禁止と採取制限が行われた。

#### 行楽客輸送
当初ふるわなかった旅客輸送であるが、多摩地区には日帰り行楽客がみられるようになった。1935年（昭和10年）にオリンピックの東京開催が決定すると多摩の各地で選手村、競技場、練習場誘致運動が活発化し、外国人観光客目当てで多摩の景勝地にハイキングコースが新設された。また東京市がハイキングコースを選定し（東京市選定市民健康路）青梅電気鉄道御嶽駅、五日市鉄道武蔵五日市駅を起終点としたコースが設定された。西多摩を訪れるハイキング客は急増し1937-38年にはピークとなった。このころ100人乗りのガソリンカーを新製しさらに東京横浜電鉄から120人乗りガソリンカーを購入している。1940年（昭和15年）の運行状況は1日16往復（内10往復が武蔵五日市駅止まり）であった。

### 南武鉄道と合併、国有化へ
日中戦争が開戦し戦時体制のなか陸上交通事業調整法が1938年（昭和13年）8月に施行された。五日市鉄道は輸送の円滑化を図るためとして南武鉄道（法人は現：太平洋不動産）と合併することになり、1940年（昭和15年）4月18日に合併契約を締結しこれは5月7日に双方の株主総会において承認されて5月17日に合併認可申請書を提出した。そして8月30日認可を受け9月1日実施し南武鉄道五日市線となった。旧五日市鉄道従業員は引継がれ、五日市鉄道は解散した。
その後戦争の激化に伴い南武鉄道は青梅電気鉄道とともに石灰石、セメント輸送の重要性から国に買収されることになり（戦時買収私鉄）、1944年（昭和19年）4月1日に国有鉄道五日市線となった（法人としての南武鉄道は存続）。しかし並行した立川駅 - 拝島駅間については旧青梅電気鉄道は複線化工事中で沿線には軍事上重要な施設があったことから残り旧五日市鉄道線は不要不急線として休止となった。軌条は撤去され福井県の金津駅-芦原駅間に転用された。なお西立川駅から分岐して南武線に連絡するルート上にある立川駅-武蔵上野原駅間は撤去されず貨物列車直通に使用され青梅線の一部となった。

### 年表
- 1921年（大正10年）7月15日：五日市鉄道（発起人総代紅林七五郎）に対し鉄道免許状下付（北多摩郡拝島村-西多摩郡五日市町間、西多摩郡増戸村-同郡大久野村間）[64]
- 1922年（大正11年）5月7日：五日市鉄道株式会社設立（社長内山安兵衛）[65][18]
- 1924年（大正13年）2月8日：鉄道免許状下付（北多摩郡拝島村-同郡立川村間）[45]
- 1925年（大正14年）
  - 4月21日：拝島仮 - 五日市駅間開業[66]。
  - 5月15日：拝島駅 - 拝島仮間開業[67]
  - 9月20日：武蔵五日市駅 - 武蔵岩井駅間開業[68]
- 1926年（大正15年）7月1日：拝島駅-東秋留駅間に多摩川駅（貨物駅、のち武蔵多摩川）設置[69]
- 1929年（昭和4年）12月11日：南武鉄道分倍河原駅 - 立川駅間開業[70]
- 1930年（昭和5年）
  - 7月1日：鉄道免許状下付（北多摩郡昭和村-拝島村間）[71]
  - 7月13日：立川 - 拝島間開業[72]。
- 1931年（昭和6年）
  - 11月15日：武蔵上ノ原駅-青梅電気鉄道西立川駅間開通（貨物運輸営業）、所属は南武鉄道[73][74]
  - 12月8日：武蔵田中駅 - 拝島多摩川駅間開業（貨物運輸営業）[75]。
  - 12月16日：拝島駅構内で入換作業中の五日市鉄道の貨物列車と構内に進入してきた青梅電気鉄道電車が正面衝突し重軽傷者をだす[76]
- 1937年（昭和12年）5月：立川自動車運輸（立川バス）[77]を傘下にする[78]
- 1940年（昭和15年）9月1日：南武鉄道と合併し、同社五日市線となる[79][† 27]。
- 1944年（昭和19年）4月1日：国有化され、運輸通信省五日市線となる[80]。

国有化以降の歴史は五日市線#歴史を参照

## 駅一覧
- 1937年（昭和12年）10月1日現在[81]。
- 全駅東京府に所在[81]。

| 駅名               | 駅間 キロ | 営業 キロ | 接続路線                               | 所在地      | 所在地   | 備考                                                        |
| ------------------ | --------- | --------- | -------------------------------------- | ----------- | -------- | ----------------------------------------------------------- |
| 立川駅             | -         | 0.0       | 鉄道省：中央本線 南武鉄道 青梅電気鉄道 | 北 多 摩 郡 | 立川町   |                                                             |
| 武蔵上ノ原駅       | 0.9       | 0.9       |                                        | 北 多 摩 郡 | 立川町   |                                                             |
| 郷地駅             | 1.2       | 2.1       |                                        | 北 多 摩 郡 | 昭和村   |                                                             |
| 武蔵福島駅         | 0.7       | 2.8       |                                        | 北 多 摩 郡 | 昭和村   |                                                             |
| 南中神駅           | 0.7       | 3.5       |                                        | 北 多 摩 郡 | 昭和村   |                                                             |
| 宮沢駅             | 1.0       | 4.5       |                                        | 北 多 摩 郡 | 昭和村   |                                                             |
| 大神駅             | 0.6       | 5.1       |                                        | 北 多 摩 郡 | 昭和村   |                                                             |
| 武蔵田中駅         | 0.4       | 5.5       | 五日市鉄道：貨物支線                   | 北 多 摩 郡 | 昭和村   |                                                             |
| 南拝島駅           | 1.1       | 6.6       |                                        | 北 多 摩 郡 | 拝島村   |                                                             |
| 拝島駅             | 1.5       | 8.1       | 鉄道省：八高線 青梅電気鉄道            | 北 多 摩 郡 | 拝島村   | 青梅電気鉄道へ業務委託                                      |
| 熊川駅             | 1.3       | 9.4       |                                        | 西 多 摩 郡 | 熊川村   |                                                             |
| （貨）武蔵多摩川駅 | 0.9       | 10.3      |                                        | 西 多 摩 郡 | 東秋留村 | 1931年1月28日多摩川駅より改称                               |
| 東秋留駅           | 1.2       | 11.5      |                                        | 西 多 摩 郡 | 東秋留村 |                                                             |
| 西秋留駅           | 2.3       | 13.8      |                                        | 西 多 摩 郡 | 西秋留村 |                                                             |
| 病院前駅           | 1.4       | 15.2      |                                        | 西 多 摩 郡 | 西秋留村 |                                                             |
| 武蔵増戸駅         | 1.3       | 16.5      |                                        | 西 多 摩 郡 | 増戸村   | 1925年5月16日増戸駅より改称                                 |
| 武蔵五日市駅       | 2.7       | 19.2      |                                        | 西 多 摩 郡 | 五日市町 | 1925年6月1日五日市駅より改称 武蔵岩井駅方面は駅手前から分岐 |
| 大久野駅           | 2.1       | 21.3      |                                        | 西 多 摩 郡 | 大久野村 |                                                             |
| 武蔵岩井駅         | 0.7       | 22.0      |                                        | 西 多 摩 郡 | 大久野村 |                                                             |

| 駅名               | 駅間 キロ | 営業 キロ | 接続路線   | 所在地   | 所在地 |
| ------------------ | --------- | --------- | ---------- | -------- | ------ |
| 武蔵田中駅         | -         | 0.0       | 五日市鉄道 | 北多摩郡 | 昭和村 |
| （貨）拝島多摩川駅 | 1.6       | 1.6       |            | 北多摩郡 | 拝島村 |

- 武蔵多摩川駅の廃止は五日市鉄道「営業報告書」及び「鉄道省文書」には記載は見当たらないが、南武鉄道「営業報告書」添付の路線図には掲載されていないため、南武鉄道合併時には廃止されたとみられる[86]。
- 武蔵増戸駅には五日市鉄道時代の駅舎が2011年まで残っていた[87]。

## 輸送・収支実績
| 年度 | 輸送人員（人） | 貨物量（トン） | 営業収入（円） | 営業費（円） | 営業益金（円） | その他損金（円）     | 支払利子（円） | 政府補助金（円） |
| ---- | -------------- | -------------- | -------------- | ------------ | -------------- | -------------------- | -------------- | ---------------- |
| 1925 | 101,043        | 10,109         | 26,995         | 35,357       | ▲ 8,362        | 雑損147              | 29,086         |                  |
| 1926 | 181,083        | 25,114         | 49,599         | 82,242       | ▲ 32,643       | 雑損3,134            | 48,796         | 108,043          |
| 1927 | 198,088        | 87,138         | 88,788         | 96,447       | ▲ 7,659        | 雑損58               | 36,008         | 82,536           |
| 1928 | 274,178        | 234,189        | 193,908        | 143,590      | 50,318         |                      | 14,185         | 67,463           |
| 1929 | 307,263        | 293,201        | 241,493        | 197,315      | 44,178         | 雑損255              | 678            | 76,471           |
| 1930 | 318,598        | 195,744        | 223,815        | 151,170      | 72,645         | 雑損5,161            | 36,775         | 78,353           |
| 1931 | 444,908        | 182,827        | 272,067        | 164,744      | 107,323        | 雑損1,969償却金5,000 | 57,223         | 63,360           |
| 1932 | 433,746        | 189,631        | 240,667        | 158,052      | 82,615         | 雑損3                | 69,463         | 82,783           |
| 1933 | 449,173        | 254,874        | 301,523        | 199,092      | 102,431        | 雑損557              | 62,217         | 67,595           |
| 1934 | 443,792        | 220,893        | 263,002        | 180,306      | 82,696         | 雑損400              | 52,933         | 66,324           |
| 1935 | 436,876        | 247,856        | 286,076        | 192,185      | 93,891         | 雑損償却金55,094     | 46,094         | 48,348           |
| 1936 | 446,951        | 185,176        | 234,435        | 163,922      | 70,513         | 雑損償却金31,169     | 40,994         |                  |
| 1937 | 512,258        | 262,765        | 316,341        | 185,045      | 131,296        | 雑損償却金45,531     | 37,041         | 4,041            |

- 鉄道省鉄道統計資料、鉄道統計資料、鉄道統計各年度版

## 車両
開業にあたり機関車2両（1・2、ドイツコッペル製）四輪三等客車4両（ハ51-54）、四輪三等客車手用制動機付2両（フハ91、92）（日本車輌製造製）、四輪有蓋貨車2両（ワム101、102）、四輪無蓋貨車8両（ト501-506、木材車チ1001-1002）が用意された。
1930年7月拝島-立川間開業とともにガソリンカーを導入した

### 機関車
武蔵五日市駅-武蔵岩井駅間には急勾配があり後押し用機関車つきで運用され、重量貨物機関車を保有していた。当初は混合列車であったが、1929年にガソリンカーが投入され1930年度中に貨物専用になった。
- 1・2 開業にあたりドイツコッペル社より新製、関東大震災直前の1923年（大正12年）8月30日に横浜から拝島まで輸送されていたため危うく難をのがれた[91][† 28]。この機関車は建設工事にも使用された[37]。のち南武鉄道7・8→国鉄1195・1196（国鉄1215形蒸気機関車を参照）
- 3 1926年度に国鉄より3705（旧山陽鉄道158）の払い下げを受けた。のち南武鉄道10→国鉄3705[92]（国鉄3700形蒸気機関車を参照）
- 4 青梅鉄道4（ドイツクラウス社製）を1928年度に購入しそのままの番号で使用[92]。南武鉄道合併直前に朝鮮浅野セメント[† 29]へ譲渡[93]
- 5 1929年度に国鉄より2532の払い下げを受けた。のち南武鉄道5→国鉄2532[92]。ふだんはセメント輸送に使用されていたが毎年1月2日の拝島大師の縁日には参詣客の輸送にも使用された[94]（国鉄2100形蒸気機関車を参照）
- 6 青梅鉄道6（アメリカボールドウィン社製）を1928年度に購入しそのままの番号で使用。のち南武鉄道6→国鉄3035（国鉄3030形蒸気機関車#青梅鉄道を参照）[93][92]

### 客車
在籍していたのは開業時に日本車輌で新製した4輪客車6両のみ。ガソリンカーの登場により主役を譲り団体などで使われるようになった。開業時は四輪三等客車4両（ハ51-54）、四輪三等客車手用制動機付2両（フハ91-92）。1925年度にフハ91-92を三等手荷物車合造車に改造しハニ2001-2002に改番、1927年度にハ53-54に手用制動機を取り付けフハ153-154に改番、1930年度にハニ2001-2002の手荷物室を廃しフハ91-92に改番している。南武鉄道を経て6両とも三菱水島の専用鉄道（水島工業都市開発→倉敷市営→水島臨海鉄道）へ譲渡された。

### ガソリンカー
2軸車は非力で西秋留をでた坂道でストップしてしまいその時は下まで戻って再び登り始めたこともあったという。
- ジハ101-103（→キハ101-103）  1929年に松井車輌で木製2軸車（定員40人）を製作。103のみ車体前後に荷台が取り付けられていた。1933年に鋼体車体に載せ替える[† 30]。1940年にキハ101、103を廃車しキハ102を北丹鉄道に売却[100]。
- キハ104・105 1930年に日本車輌東京支店で半鋼製2軸車（定員60人）を製作。南武鉄道合併後1944年に中島航空機田無製作所へ売却[100][† 31]。
- キハ501・502 1936年に新潟鐵工所で半鋼製ボギー車（定員104人）を製作。国有化後東野鉄道、茨城交通へ払い下げ[100]
- キハ2・8 1938年に東京横浜電鉄より秋川渓谷ハイキング客激増のためとしてキハ1形ボギー車（定員120人）を借り入れ翌年に購入。国有化後鹿島参宮鉄道へ払い下げ[100]
  - 買収気動車#南武鉄道（現・南武線、五日市線ほか）も参照

### 貨車
開業時は10両だったが合併直前には69両になった。有蓋貨車ワム101、102、301、302、ワブ305、306、700、テム200-203ほか1両、無蓋貨車ト1201-1204、トム501-506、701-708、902、903、1205-1211、フト801-806、リ1700-1716、リブ1600-1602、チキ3000ほか3両
土運車リ1700-1716（→国鉄リ2100-2116）、リブ1600-1602（→国鉄リフ2050-2052）がいるのは工場近くでセメント原料の粘土を採掘しておりそれを輸送するため。大久野駅構内で使用していた

### 車両数の変遷
| 年度      | 機関車 | ガソリンカー | 客車 | 貨車 | 貨車 |
| 年度      | 機関車 | ガソリンカー | 客車 | 有蓋 | 無蓋 |
| --------- | ------ | ------------ | ---- | ---- | ---- |
| 1925      | 2      |              | 6    | 2    | 8    |
| 1926-1927 | 3      |              | 6    | 3    | 16   |
| 1928      | 5      |              | 6    | 3    | 46   |
| 1929      | 6      | 3            | 6    | 3    | 61   |
| 1930-1935 | 6      | 5            | 6    | 8    | 61   |
| 1936      | 6      | 7            | 6    | 8    | 61   |
| 1937      | 6      | 7            | 6    | 10   | 59   |
| 1939      | 6      | 9            | 6    | 12   | 57   |

- 鉄道省鉄道統計資料、鉄道統計資料各年度版

## 廃線跡
立川-拝島間は戦中の休止直後に線路が撤去されているが古くから廃線跡のレポートが発表されている。1963年のレポートによれば各駅のプラットホームや建物の基礎部分、八高線交差部前後の切り通しなどが残っていたが、やがて都市化の波が押し寄せ廃線敷は拡幅され道路となり周辺は宅地へとかわっていった。1991年3月30日、昭島市の土地開発公社は市域に残っていた五日市鉄道の廃線跡の敷地を国鉄清算事業団から取得、本格的な再開発に着手し、2000年3月に大神駅跡付近にホーム、レール、台車などのモニュメントと同駅について述べた説明板を備えた公園が設置された。なお当時の大神駅は切り通しで地表より2 - 3m下にあり、近くにある桜の木は当時の姿とは違うが戦前からあるものだという、五日市鉄道と交差していた八高線の鉄橋（跨線橋）は2001 - 2002年頃までは残っていたが撤去され地下道が作られた。2005年1月1日、昭島市は廃線跡に整備した道路を「五鉄通り」と命名した。

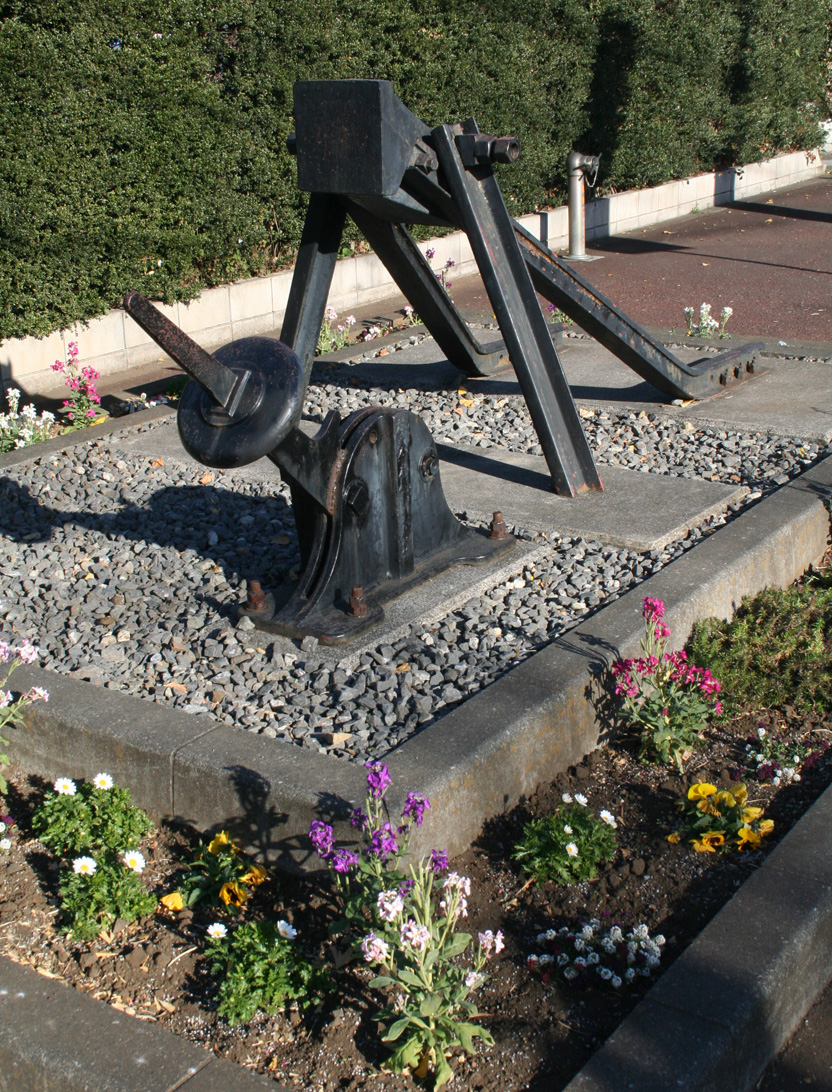
武蔵田中駅跡付近のモニュメント
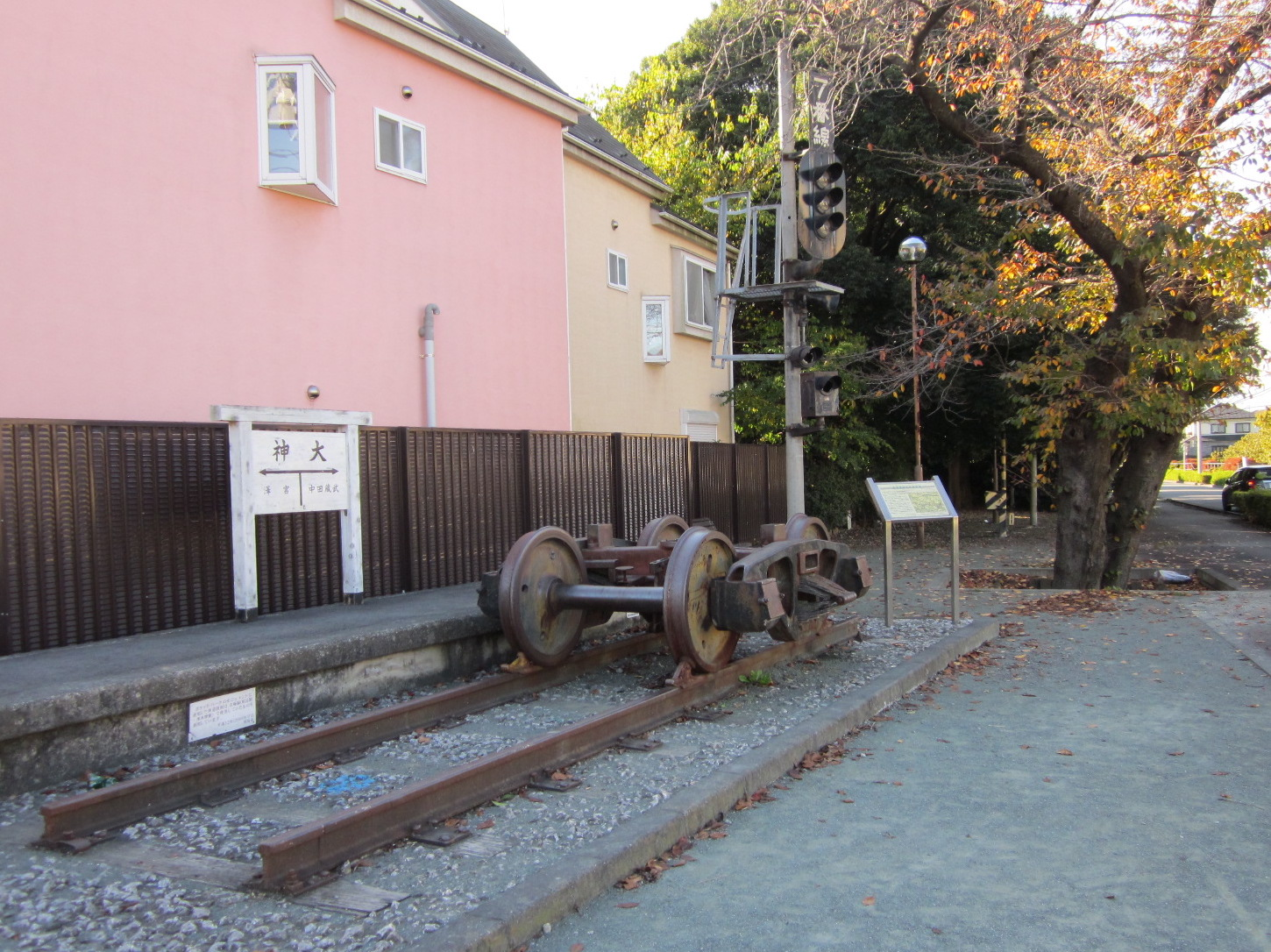
大神駅跡モニュメント
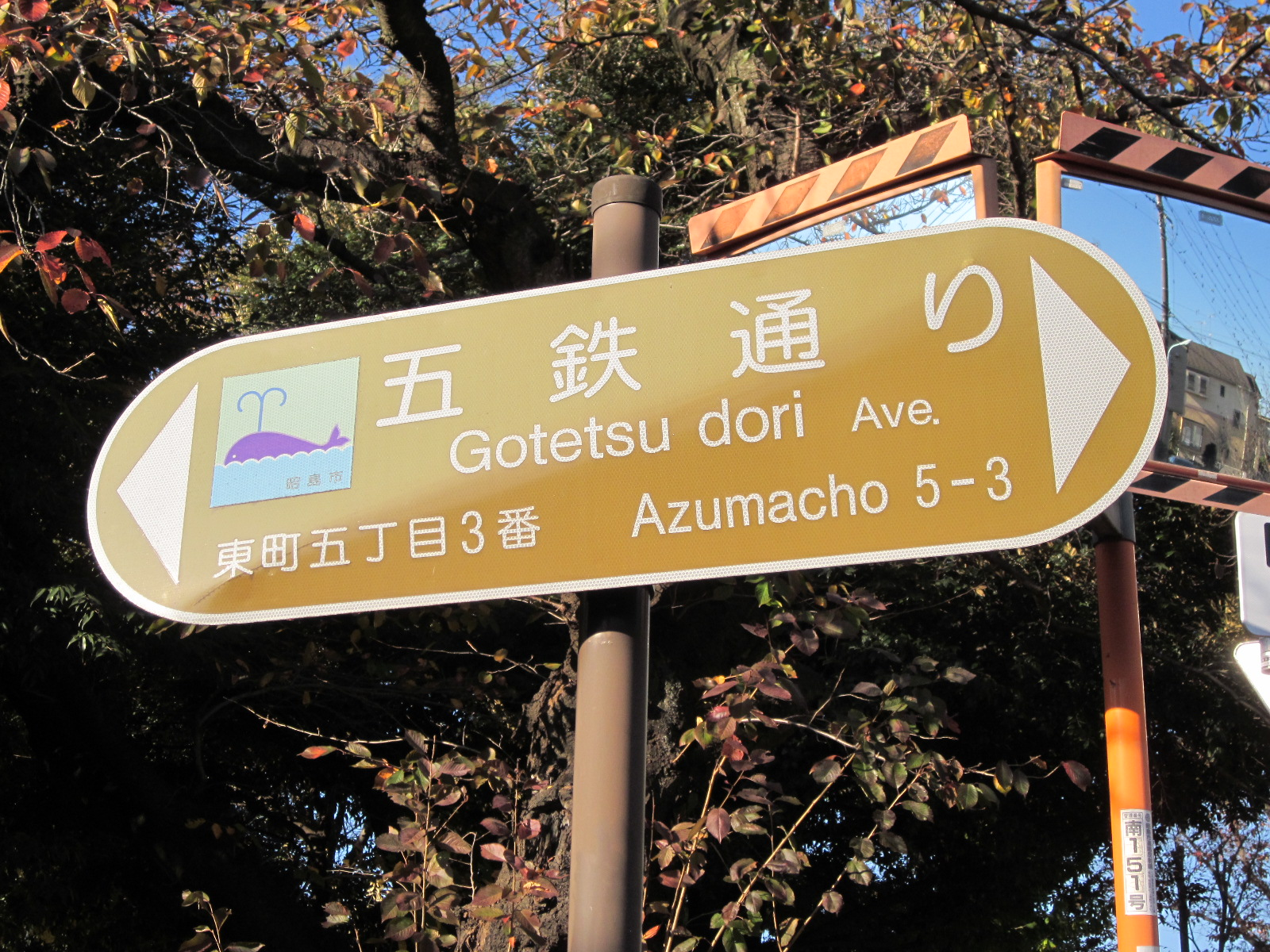
五鉄通り
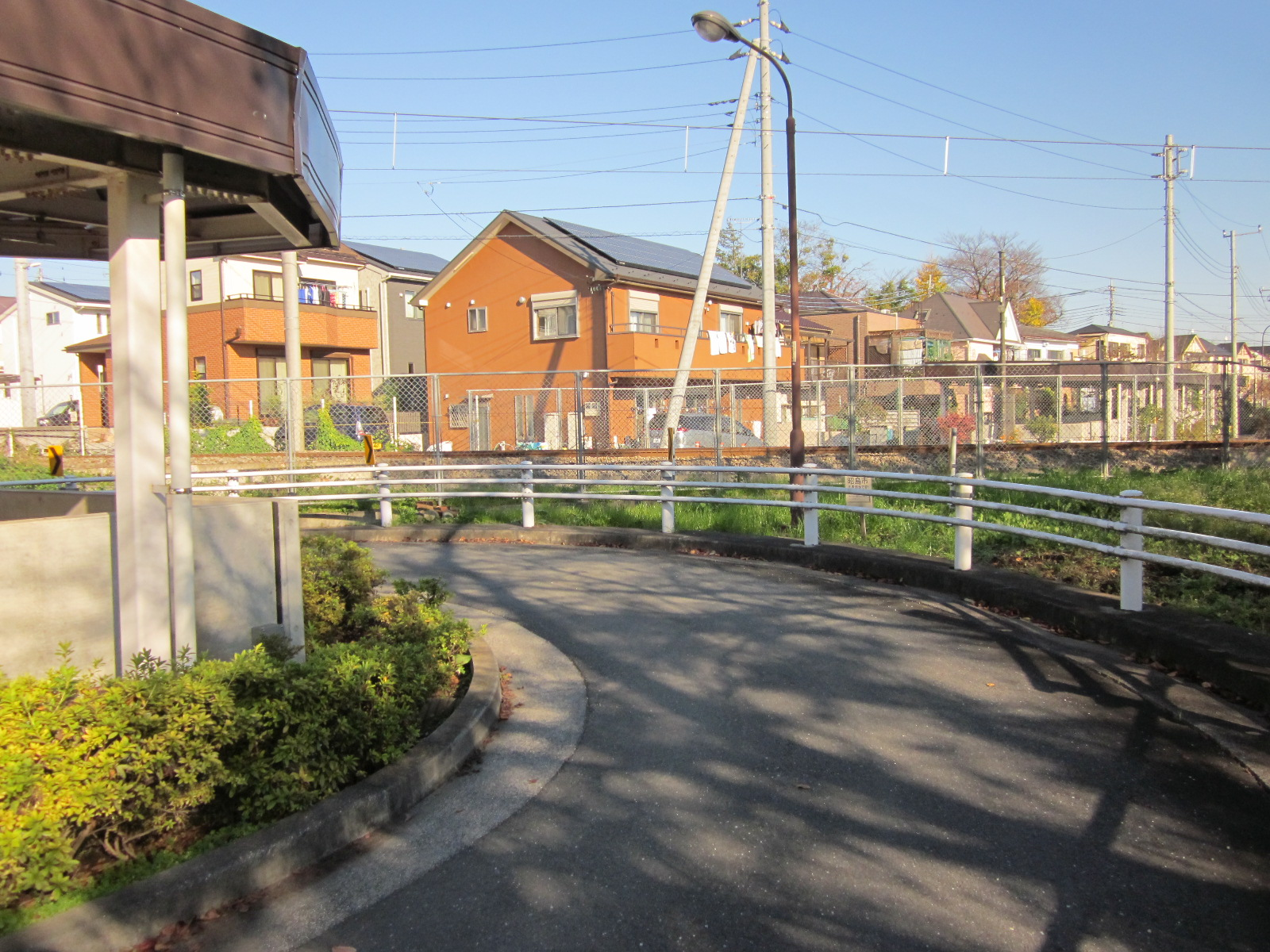
八高線交差部